# Färöische Fußballmeisterschaft 1982
Die Färöische Fußballmeisterschaft 1982 wurde in der 1. Deild genannten ersten färöischen Liga ausgetragen und war insgesamt die 40. Saison. Sie startete am 24. April 1982 mit dem Spiel von B68 Toftir gegen ÍF Fuglafjørður und endete am 19. September 1982.
Aufsteiger LÍF Leirvík war der 16. Teilnehmer der höchsten Spielklasse nach Einführung des Ligaspielbetriebs 1947. Meister wurde Titelverteidiger HB Tórshavn, die den Titel somit zum zwölften Mal erringen konnten. Absteigen musste hingegen erstmals ÍF Fuglafjørður als Gründungsmitglied der 1. Deild.
Im Vergleich zur Vorsaison verschlechterte sich die Torquote auf 2,61 pro Spiel, was den niedrigsten Schnitt in der höchsten Spielklasse nach Einführung des Ligaspielbetriebs 1947 bedeutete und bisher auch nicht unterboten wurde. Den höchsten Sieg erzielte B68 Toftir mit einem 5:0 im Auswärtsspiel gegen LÍF Leirvík am letzten Spieltag. Das torreichste Spiel absolvierten TB Tvøroyri und B68 Toftir mit einem 5:2 am zwölften Spieltag.

## Modus
In der 1. Deild spielte jede Mannschaft an 14 Spieltagen jeweils zwei Mal gegen jede andere. Die punktbeste Mannschaft zu Saisonende stand als Meister dieser Liga fest, die letzte Mannschaft stieg in die 2. Deild ab.

## Saisonverlauf

### Meisterschaftsentscheidung
HB Tórshavn stand die ersten beiden Spieltage punktgleich mit dem Tabellenführer auf Rang drei und setzte sich am dritten Spieltag mit einem 4:0 gegen den Tabellenersten GÍ Gøta an die Spitze, da der Zweite B36 Tórshavn nicht über ein 0:0 im Auswärtsspiel gegen B68 Toftir hinauskam. Den ersten Platz konnte HB bis zum achten Spieltag behaupten, an dem das Auswärtsspiel gegen den direkten Verfolger KÍ Klaksvík mit 0:1 verloren wurde und somit KÍ aufgrund der besseren Tordifferenz die Führung übernahm. Doch schon am nächsten Spieltag kassierte KÍ Klaksvík eine 0:2-Auswärtsniederlage gegen 68 Toftir, so dass HB Tórshavn durch einen 4:2-Heimsieg gegen B36 Tórshavn wieder vorbeiziehen konnte. Diese Position ließ sich HB durch vier Siege aus den letzten fünf Partien nicht mehr nehmen. Die Entscheidung um die Meisterschaft fiel dennoch erst am letzten Spieltag. HB konnte hierbei seinen Vorsprung durch ein 2:1 im Heimspiel gegen ÍF Fuglafjørður noch ausbauen, da KÍ Klaksvík mit 1:3 bei TB Tvøroyri verlor.

### Abstiegskampf
LÍF Leirvík gelangen aus den ersten sieben Spielen nur zwei Unentschieden, so dass ab dem dritten Spieltag der letzte Platz zu Buche stand. Durch zwei Siege, einem 1:0 im Heimspiel gegen GÍ Gøta sowie einem 3:1 im Auswärtsspiel gegen ÍF Fuglafjørður, wurde dieser am neunten Spieltag wieder verlassen, wodurch nun ÍF auf den letzten Platz rutschte, die bis zu diesem Zeitpunkt lediglich mit dem 2:0 im Auswärtsspiel am vierten Spieltag gegen B36 Tórshavn einen Sieg vorweisen konnten. Gegen denselben Gegner gelang am elften Spieltag durch ein 3:1 der zweite Sieg und der Sprung auf Rang sieben, punktgleich mit dem Achtplatzierten B68 Toftir, die auch nur zwei Siege vorzeigen konnten. Bis zum letzten Spieltag blieb es bei dieser Tabellenkonstellation, wobei ÍF zumindest am vorletzten Spieltag ein 0:0 im Heimspiel gegen TB Tvøroyri erreichte. Das letzte Spiel ging jedoch mit 1:2 gegen HB Tórshavn verloren, währenddessen B68 im Auswärtsspiel mit 5:0 LÍF Leirvík siegreich war und noch den Klassenerhalt erreichen konnte.

## Abschlusstabelle
| Pl. | Verein             | Sp. | S | U | N | Tore    | Diff. | Punkte |
| --- | ------------------ | --- | - | - | - | ------- | ----- | ------ |
| 1.  | HB Tórshavn (M, P) | 14  | 9 | 4 | 1 | 024:900 | +15   | 22:60  |
| 2.  | TB Tvøroyri        | 14  | 7 | 5 | 2 | 029:170 | +12   | 19:90  |
| 3.  | KÍ Klaksvík        | 14  | 8 | 3 | 3 | 019:110 | +8    | 19:90  |
| 4.  | GÍ Gøta            | 14  | 6 | 2 | 6 | 013:170 | −4    | 14:14  |
| 5.  | B36 Tórshavn       | 14  | 4 | 3 | 7 | 014:210 | −7    | 11:17  |
| 6.  | LÍF Leirvík (N)    | 14  | 3 | 4 | 7 | 014:240 | −10   | 10:18  |
| 7.  | B68 Toftir         | 14  | 3 | 3 | 8 | 020:260 | −6    | 09:19  |
| 8.  | ÍF Fuglafjørður    | 14  | 2 | 4 | 8 | 013:210 | −8    | 08:20  |

Platzierungskriterien: 1. Punkte – 2. Tordifferenz – 3. geschossene Tore

| (M) | Meister des Vorjahrs           |
| (P) | Pokalsieger des Vorjahrs       |
| (N) | Neuaufsteiger aus der 2. Deild |

## Spiele und Ergebnisse
|                 | B36 | B68 | GÍ  | HB  | ÍF  | KÍ  | LÍF | TB  |
| --------------- | --- | --- | --- | --- | --- | --- | --- | --- |
| B36 Tórshavn    |     | 3:1 | 2:0 | 1:1 | 0:2 | 0:2 | 0:1 | 1:3 |
| B68 Toftir      | 0:0 |     | 1:2 | 1:2 | 1:1 | 2:0 | 2:2 | 2:3 |
| GÍ Gøta         | 2:0 | 2:0 |     | 0:1 | 2:1 | 0:2 | 2:1 | 1:1 |
| HB Tórshavn     | 4:2 | 3:0 | 4:0 |     | 2:1 | 1:0 | 1:0 | 1:1 |
| ÍF Fuglafjørður | 3:1 | 1:2 | 0:1 | 1:1 |     | 0:2 | 1:3 | 0:0 |
| KÍ Klaksvík     | 1:1 | 2:1 | 1:1 | 1:0 | 1:0 |     | 1:1 | 3:1 |
| LÍF Leirvík     | 1:2 | 0:5 | 1:0 | 0:2 | 1:1 | 0:2 |     | 2:2 |
| TB Tvøroyri     | 0:1 | 5:2 | 2:0 | 1:1 | 4:1 | 3:1 | 3:1 |     |

## Trainer
| Mannschaft      | Trainer               | Spieltage |
| --------------- | --------------------- | --------- |
| B36 Tórshavn    | Jógvan Norðbúð        | 01–14     |
| B68 Toftir      | Sólbjørn Mortensen    | 01–14     |
| GÍ Gøta         | Björn Árnason         | 01–14     |
| HB Tórshavn     | Jóhan Nielsen         | 01–14     |
| ÍF Fuglafjørður | Sveinbjørn Danielsson | 01–14     |
| KÍ Klaksvík     | Jørgen Markussen      | 01–14     |
| LÍF Leirvík     | Kári Nielsen          | 01–14     |
| TB Tvøroyri     | Frank Skytte          | 01–14     |

Während der gesamten Saison gab es keinerlei Trainerwechsel.

## Torschützenliste
| Platz | Spieler         | Verein      | Tore |
| ----- | --------------- | ----------- | ---- |
| 1     | Bjarni Jakobsen | HB Tórshavn | 09   |

Dies war nach 1981 der zweite Titel für Bjarni Jakobsen.

## Spielstätten
| Mannschaft      | Stadion        | Spielort     |
| --------------- | -------------- | ------------ |
| B36 Tórshavn    | Gundadalur     | Tórshavn     |
| B68 Toftir      | Svangaskarð    | Toftir       |
| GÍ Gøta         | Sarpugerði     | Norðragøta   |
| HB Tórshavn     | Gundadalur     | Tórshavn     |
| ÍF Fuglafjørður | Í Fløtugerði   | Fuglafjørður |
| KÍ Klaksvík     | Við Djúpumýrar | Klaksvík     |
| LÍF Leirvík     | Uppi á Brekku  | Leirvík      |
| TB Tvøroyri     | Sevmýri        | Tvøroyri     |

## Schiedsrichter
Folgende Schiedsrichter, darunter einer aus Dänemark, leiteten die 56 Erstligaspiele (zu acht Spielen fehlen die Daten):
| Name                    | Stammverein     | Spiele |
| ----------------------- | --------------- | ------ |
| Robert McBirnie         | VB Vágur        | 06     |
| Jóanis Nielsen          | SÍF Sandavágur  | 06     |
| Baldvin Baldvinsson     | B36 Tórshavn    | 05     |
| Jákup Fr. Joensen       | GÍ Gøta         | 05     |
| Nemus Napoleon Djurhuus | HB Tórshavn     | 03     |
| Niklas á Líðarenda      | GÍ Gøta         | 03     |
| Jákup Simonsen          | ÍF Fuglafjørður | 03     |
| Agnar Bech              | B36 Tórshavn    | 02     |
| Jógvan Gregersen        | Fram Tórshavn   | 02     |
| Eyðfinn Hansen          | Fram Tórshavn   | 02     |
| Øssur Mohr              | ÍF Fuglafjørður | 02     |
| Manni Persson           | HB Tórshavn     | 02     |

Weitere sieben Schiedsrichter leiteten jeweils ein Spiel.

## Die Meistermannschaft
In Klammern sind die Anzahl der Einsätze genannt, die Anzahl der erzielten Tore ist nicht bekannt.
| 1. | HB Tórshavn |
|    | Heðin Askham (4/0) \| Bjørn Krog Christensen (7/4) \| Bjarni Clementsen (6/0) \| Eyðun Dal-Christiansen (13/1) \| Ernst Dalsgarð (10/3) \| Áki Davidsen (12/2) \| Johannes Ejdesgaard (3/0) \| Julian Hansen (7/0) \| Bjarni Jakobsen (14/4) \| Jóannes Jakobsen (12/1) \| Niclas Joensen (3/0) \| Óli Jákup Kristoffersen (2/0) \| Kristoffur Laksá (6/0) \| Elias Mikkelsen (14/0) \| Mikkjal Mikkelsen (8/0) \| Tummas Óli Mortensen (13/4) \| Regin Nolsøe (8/1) \| Helgi Olsen (13/2) \| Kári Reynheim (13/2) \| Birgir Sondum (2/0) \| Torkil á Steig (1/0) ohne Einsatz: Óli Jákup Jacobsen \| Høgni Mikkelsen \| Gunnar Mohr \| Eyðfinn Mortensen - Trainer: Jóhan Nielsen |

## Nationaler Pokal
Im Landespokal gewann HB Tórshavn mit 2:1 gegen ÍF Fuglafjørður und erreichte dadurch das Double.